# 泉阳站
泉阳站，位于中华人民共和国吉林省白山市抚松县泉阳镇，是浑白铁路上的火车站，建于1961年，由沈阳铁路局管辖。

## 車站周邊
- 泉阳铁路医院
- 泉阳镇小学

## 业务办理
客运业务办理旅客乘降，但不办理行李，包裹托运。货运业务办理整车，零担货物到发。

## 歷史
- 建于1961年。

## 外部連結
- 中国铁路客户服务中心 （页面存档备份，存于）